# Baggelhuizerplas
De Baggelhuizerplas is een plas en recreatiegebied met stranden, grasvelden en bossen, gelegen ten noorden van Witten en ten zuidwesten van de Drentse hoofdstad Assen. Het gebied ligt binnen de gemeente Assen. De plas is ontstaan uit een zandafgraving en dankt zijn naam aan de Asser woonwijk Baggelhuizen. Het recreatiegebied grenst aan de snelweg A28.

## Geschiedenis
De Baggelhuizerplas is eind jaren tachtig ontstaan en ingericht als recreatiegebied: 125 ha groot bosrijk, waterrijk, en ruimtelijk. Het recreatiegebied heeft vroeger gediend als oefenterrein van Defensie.